# Pettalus
Pettalus is een geslacht van hooiwagens uit de familie Pettalidae.
De wetenschappelijke naam Pettalus is voor het eerst geldig gepubliceerd door Thorell in 1876. 

## Soorten
Pettalus omvat de volgende 2 soorten:
- Pettalus brevicauda
- Pettalus cimiciformis